# Іванівська сільська рада (Братський район)
Іва́нівська сільська́ ра́да — колишня адміністративно-територіальна одиниця та орган місцевого самоврядування у Братському районі Миколаївської області. Адміністративний центр — село Іванівка. У 2020 році ліквідована та приєднана до Братської селищної громади.

## Загальні відомості
- Населення ради: 906 осіб (станом на 2001 рік)

## Населені пункти
Сільській раді були підпорядковані населені пункти:
- с. Іванівка
- с. Микільське

## Склад ради
Рада складалася з 15 депутатів та голови.
- Голова ради: Дарієнко Микола Миколайович
- Секретар ради: Поставнюк Тетяна Анатоліївна

### Керівний склад попередніх скликань
| Прізвище, ім'я, по батькові | Основні відомості                                                 | Дата обрання | Дата звільнення |
| --------------------------- | ----------------------------------------------------------------- | ------------ | --------------- |
| Крептюк Надія Тимофіївна    | Сільський голова, 1956 року народження, позапартійна              | 26.03.2006   | 01.10.2009      |
| Дарієнко Микола Миколайович | Сільський голова, 1964 року народження, освіта вища, безпартійний | 31.10.2010   |                 |

Примітка: таблиця складена за даними сайту Верховної Ради України

### Депутати
За результатами місцевих виборів 2010 року депутатами ради стали:

#### За суб'єктами висування
| Суб'єкт висування                                       | Кількість обраних депутатів | %   |
| ------------------------------------------------------- | --------------------------- | --- |
| Партія регіонів                                         | 9                           | 60  |
| Комуністична партія України                             | 3                           | 20  |
| Народна партія                                          | 1                           | 6,7 |
| Політична партія Всеукраїнське об'єднання «Батьківщина» | 1                           | 6,7 |
| Політична партія «Сильна Україна»                       | 1                           | 6,7 |

#### За округами
| № округу                                                | Прізвище, ім'я, по батькові      | Дата визнання обраним | Освіта             | Партійна приналежність                        | Відомості про обраного депутата                       |
| ------------------------------------------------------- | -------------------------------- | --------------------- | ------------------ | --------------------------------------------- | ----------------------------------------------------- |
| Комуністична партія України                             |                                  |                       |                    |                                               |                                                       |
| 12                                                      | Геворгян Гурген Врежи            | 02.11.2010            | середня            | член Комуністичної партії України             | тимчасово не працює                                   |
| 14                                                      | Качанова Олена Федорівна         | 02.11.2010            | вища               | член Комуністичної партії України             | Микільська сільська бібліотека, бібліотекар           |
| 15                                                      | Осадченко Марія Василівна        | 02.11.2010            | середня            | член Комуністичної партії України             | Микільський сільський клуб, завідувач                 |
| Народна Партія                                          |                                  |                       |                    |                                               |                                                       |
| 10                                                      | Попкова Галина Михайлівна        | 02.11.2010            | вища               | член Народної партії                          | Іллічівська загальноосвітня школа I-III ст., вчитель  |
| Партія регіонів                                         |                                  |                       |                    |                                               |                                                       |
| 1                                                       | Поставник Тетяна Анатоліївна     | 02.11.2010            | середня спеціальна | член Партії регіонів                          | Іллічівська сільська рада, секретар                   |
| 2                                                       | Майдибура Сергій Федорович       | 02.11.2010            | вища               | член Партії регіонів                          | пенсіонер                                             |
| 3                                                       | Бабенко Тетяна Миколаївна        | 02.11.2010            | середня            | член Партії регіонів                          | тимчасово не працює                                   |
| 4                                                       | Дорожинський Анатолій Михайлович | 02.11.2010            | вища               | член Партії регіонів                          | пенсіонер                                             |
| 6                                                       | Дарієнко Олена Василівна         | 02.11.2010            | вища               | член Партії регіонів                          | ТОВ «Нива-Сервіс», економіст                          |
| 8                                                       | Варфоломієва Лариса Миколаївна   | 02.11.2010            | вища               | член Партії регіонів                          | Іллічівська загальноосвітня школа I-III ст., директор |
| 9                                                       | Дробітько Марія Петрівна         | 02.11.2010            | вища               | член Політичної партії «Сильна Україна»       | пенсіонер                                             |
| 11                                                      | Афічук Олена Михайлівна          | 02.11.2010            | середня            | член Партії регіонів                          | тимчасово не працює                                   |
| 13                                                      | Кислякова Марія Костянтинівна    | 02.11.2010            | середня            | член Партії регіонів                          | пенсіонер                                             |
| Політична партія Всеукраїнське об'єднання «Батьківщина» |                                  |                       |                    |                                               |                                                       |
| 7                                                       | Корж Людмила Вікторівна          | 02.11.2010            | середня спеціальна | член Всеукраїнського об'єднання «Батьківщина» | ТОВ «Нива-Сервіс», бухгалтер                          |
| Політична партія «Сильна Україна»                       |                                  |                       |                    |                                               |                                                       |
| 5                                                       | Таричев Дмитро Вікторович        | 02.11.2010            | вища               | член Політичної партії «Сильна Україна»       | Іллічівська загальноосвітня школа I-III ст., вчитель  |

## Населення
Згідно з переписом УРСР 1989 року чисельність наявного населення сільської ради становила 962 особи, з яких 454 чоловіки та 508 жінок.
За переписом населення України 2001 року в сільській раді мешкало 896 осіб.

### Мова
Розподіл населення за рідною мовою за даними перепису 2001 року:
| Мова       | Відсоток |
| ---------- | -------- |
| українська | 62,03 %  |
| російська  | 30,24 %  |
| молдовська | 6,40 %   |
| вірменська | 0,88 %   |
| білоруська | 0,11 %   |
| болгарська | 0,11 %   |
| гагаузька  | 0,11 %   |
| циганська  | 0,11 %   |